# 宝井誠明
宝井 誠明（たからい まさあき、1975年11月2日 - ）は、東京都出身の日本の俳優。血液型はO型。特技は、テニス、野球、サッカーなどの球技。アクション、殺陣、ダンス、日舞。

## 来歴・人物
1992年、高校一年生の時、周防正行監督にスカウトされ、大ヒット映画「シコふんじゃった。」で本木雅弘の弟役でデビュー。その銀幕デビューのきっかけは、高校に入学してすぐ、隣の席の女の子が、「あなたの人生を変えるかもしれない。写真を何枚かちょうだい。」と宝井の写真を株式会社フロム・ファーストプロダクションの関係者に渡したところから『シコふんじゃった。』映画製作者にわたり、宝井と周防組主要スタッフと面談。その時、周防正行監督が「本人の前ではなんですけど、僕のイメージに近いです。」と本木雅弘の弟役にその場で決定。
そのまま高校一年生の夏休みを使って映画撮影。翌年の新春ロードショー公開時は若乃花・貴乃花相撲ブームと奇跡的に重なり日本中の映画賞各賞総なめする大ヒット作となる。のちに宝井は雑誌インタビューで「業界関係者にはシンデレラボーイと言われていた」と語っている。
映画出演は学校の反対もあり、学校まで周防正行監督と桝井省志プロデューサーが出演許可を頼みに行ったという。そのため宝井に芸名をつけようとしたが映画公開用プログラムに間に合わず、”芸名未定の美少年”と記されている。その時、冗談なのか本気なのか竹中直人から何度も「タカライラカタにしろ。」と何度も言われたという。映画界の風習的に役名「山本春雄」を芸名にとスタッフの間では盛り上がったが、結局のところ映画公開後、俳優活動にあたり本人たっての希望から、結局芸名はつけず本名でいくことにしたという。映画のヒットや本人の活躍により、「芸能活動を許さなかった学校側や、ひと夏のアルバイトだけだと反対していた両親も、次第に応援するようになっていった」とのちのインタビューで語っている。
『シコふんじゃった。』公開後、主演の本木雅弘や竹中直人の所属する芸能事務所フロム・ファーストプロダクションに所属。「水の中の八月」「That's カンニング! 史上最大の作戦?」「Shall we ダンス?」「陰陽師II」「それでもボクはやってない」「おくりびと」など数多くの話題作、映画、ドラマ、CM、舞台で活動。数回事務所を移籍後、2020年より宝井本人の個人事務所を立ち上げる。
大王製紙 「elis ウルトラガード」のCMでは、生理用品のCMに珍しく男性としてメインで出演した。
2014年9月14日、タレントの徳花美紀と知り合ってから5カ月での電撃スピード入籍、映画『ハッピーウエディング』（2015年）は、新郎新婦役に夫婦で出演。結婚お祝いキャスティングされたという美談がある。2015年12月7日付の宝井誠明オフィシャルサイトにて離婚したことが報告されている。

## 出演

### 映画
- シコふんじゃった。（1992年1月、大映、監督・脚本：周防正行） - 山本春雄 役（デビュー作）
- 水の中の八月（1995年9月、監督：石井聰亙名義 石井岳龍） - オカルト浮谷流 役
- That's カンニング! 史上最大の作戦?（1996年8月、フジテレビジョン / 東映、監督：菅原浩志 / 主演：安室奈美恵） - 中松匠 役
- Shall we ダンス?（1996年8月、アルタミラピクチャーズ、監督・脚本：周防正行）- さよならパーティーダンスホール参加者 役
- ハッピーピープル（1997年9月、バップ、監督：鈴木浩介）-  中山 役
- 誇り高き男（人権啓発映画）（東映、1998年） - 主演・太田 役
- なぞの転校生（1998年12月、バンダイビジュアル、監督：小中和哉） - 山沢典夫 役
- 第七官界彷徨 -尾崎翠を探して-（1998年、旦々舎、監督：浜野佐知 / 脚本：山崎邦紀） - 佐田三五郎 役
- 報復2 REVENGE（1999年5月、大映、監督：鈴木浩介） - 西川 役
- 実録 東北やくざ戦争 覇王の道（2003年8月、松竹京都映画、監督：石原興） - （阿藤組組員） 小田原和彦 役
- 陰陽師II（2003年10月、東北新社 / 角川書店 / 東宝 / 電通 / TBS、監督：滝田洋二郎） - 幻角の信者（町民） 役
- スウィングガールズ（2004年、フジテレビジョン / アルタミラピクチャーズ / 東宝、監督・脚本：矢口史靖） - 久保田先生 役
- ピーナッツ（2006年、監督・脚本・主演：内村光良） - 内村スタンドイン&ファミレスの客 役
- 紅薔薇夫人（2006年）監督・脚本：藤原健一 - 雅貴役
- こほろぎ嬢（2006年、旦々舎 、監督：浜野佐知 / 脚本：山崎邦紀） - 引きこもり詩人・土田九作 役
- それでもボクはやってない（2007年、フジテレビジョン / アルタミラピクチャーズ/ 東宝、監督・脚本：周防正行） - 司法修習生 役
- おくりびと（2008年、松竹 / TBS / 電通、監督：滝田洋二郎） - 楽団員 役
- 終の信託（2012年、東宝 / アルタミラピクチャーズ / フジテレビジョン、監督・脚本：周防正行） - 検察庁警備員 役
- 舞妓はレディ（2014年、フジテレビジョン / 東宝 / 電通 / アルタミラピクチャーズ 、監督・脚本：周防正行）
- ハッピーウエディング（2015年、アルタミラピクチャーズ / シュウソン、監督：片島章三） - 新郎 役
- BODY TROUBLE〜男が女になるビョーキ?（2015年、旦々舎、監督：浜野佐知 / 脚本：山崎邦紀） - アイデンティティを研究しているカウンセラーの海月 役
- 雪子さんの足音-（2019年、旦々舎、監督：浜野佐知） - 市岡誠 役
- カツベン!-（2019年、アルタミラピクチャーズ、東映、監督：周防正行/脚本：片島章三) - 辞めていく楽士 役
- 大阪少女-（2020年、石原映画工場、Rights Cube、監督/脚本：石原貴洋） - ホストクラブオーナー山城 役
- 狂武蔵-（2020年、アルバトロス・フィルム / WiiBER / U'DEN FLAME WORKS、監督：下村勇二 /原案：園子温） - 吉岡一門 役
- Onece Upon A Time In Tokyo-（2020年、Must See Pictures 、監督/脚本/プロデューサー：Steven J.Martin） - Jiro 役

### Vシネマ
- 女教師（1994年1月、にっかつビデオ、監督：川崎善弘） - 主演生徒：黒川雄太 役
- シャラバ★ヤ★ランコ（1995年3月、松竹、監督：水谷俊之） - 助手のハジメ 役
- 女教師2（1995年8月、にっかつビデオ、監督：工藤雅典） - 主演生徒：中井光彦 役
- ラブホテルの夜 Special（1997年3月、日活、監督：田辺慶 / 矢部浩也 / 久保朝洋） - 盗聴男（声） 役
- Y氏の隣人（1997年12月）
- アナザーXXマトリの女（1998年、監督：池田敏春） - 中国人マフィアのボス 役
- 屍霊 しかばねれい THE SPIRIT OF DEAD（TMC、監督・脚本：権野元） - 牧原拓 役
- 双龍伝（2006年、監督：渡辺武） - 融資部員 役
- YOKOHAMA BLACK 3（2017年1月、監督：藤原健一） - ゴースト内リーダー 佐内博己役
- YOKOHAMA BLACK 4（2017年1月、監督：藤原健一） - ゴースト内リーダー 佐内博己役

### ドラマ
- ニュースなあいつ（1992年、日本テレビ） - レギュラー出演　国際テレビ報道局アシスタントディレクター 富山 役
- 火曜サスペンス劇場「生命」（1993年8月、日本テレビ、監督：加藤彰）
- 湯けむり女子大生騒動（1994年、テレビ朝日） - ゲスト主役
- カミさんの悪口（1995年、TBS） - 美容師 役
- 学校の怖い話（1995年、テレビ朝日、演出：小久保利己） - 山本 役
- 月曜ドラマスペシャル「ある朝突然に」（1995年、TBS、演出：淡野健）
- 火曜サスペンス劇場「深夜高速バス」（1995年、日本テレビ、監督：平山秀幸） - 工藤芳雄 役
- TOKYO23区の女 大田区の女（1996年、フジテレビ） - 主演・穴井夕子の相手 役
- イグアナの娘（1996年5月20日、第6話、テレビ朝日） - ゲスト出演 家庭教師 清水 役
- ドラマ新銀河「愛情旅行」（1997年3月17日10:40、NHK - 監督 演出：井上剛、（小松政夫の息子） 中嶋健 役
- 火曜サスペンス劇場「家族の48時間」（1998年、日本テレビ、監督：黒沢直輔） - 芳雄 役
- 燃えろ!!ロボコン 第34話 （1999年、テレビ朝日、監督：岩原直樹） - 伊神敏樹 役
- オアシス（2000年、NHK、演出：西谷真一） - 安斎敏治 役
- 爆笑問題の「おバカな人々」〜ラッキな男〜（2000年、テレビ朝日、演出：市野龍一） - 間男 役
- 月曜ミステリー劇場「ざこ検事 潮貞志の事件簿」（2002年、TBS、監督：佐藤健光） - 田沼洋介 役
- 東京ラブ・シネマ 第6話（2003年、フジテレビ） 喫茶店の店員 役
- 金曜エンターテイメント「十津川警部夫人の旅情殺人推理」（2003年、フジテレビ、監督：佐藤健光）
- 女と愛とミステリー「夏泊殺人岬」（2003年、テレビ東京、監督：松島稔） - 佐々木貴史 役
- 月曜ミステリー劇場「おばさん会長・紫の犯罪清掃日記 ゴミは殺しを知っているシリーズ」5（2003年、TBS、演出：中山史郎） - 大森透（ツアー客）役
- 火曜サスペンス劇場「産婦人科医南雲綾子3対決」（2004年2月3日、日本テレビ、監督：淡野健）
- 怪談新耳袋第50話「赤い三輪車」（2004年、日本テレビ、監督：三宅隆太） - 池上ゆたか 役
- 特命係長 只野仁 第16話（2005年、テレビ朝日） - 井崎 役
- 年末スペシャル 警視庁捜査一課9係 特別編「2006年最後の事件」（2006年12月、テレビ朝日） - 長岡敦 役
- 連続ドラマW 監査役野崎修平 第6話（2018年2月18日、WOWOW、監督：権野元） - 東京地検特捜部検事 役
- 相棒 season17 第9話（2018年12月12日、テレビ朝日、監督：権野元）- 牛丼屋クレーマー客の作業員役

### ウェブドラマ
- トクリュウ -闇バイトの罠-（2025年5月17日、BUMP） - 集金係 役[2]

### CM
- シャープ 「液晶ビューカム」テニス篇（1993年、LIGHT PUBLICITY） - 主演
- 群馬銀行 「カードローン」（1995年） - 主演（弟役）
- 日立製作所 「日立ビデオ・はなれワザ」（1996年） - メインのデジカメを操作する彼氏 役
- 四谷学院 ハーバード才能開発（1997年、監督：石井克人） - 主演小沢真珠の相手 役
- サントリー 「BOSSセブン」 格闘篇（1998年、監督：高田雅博（TUGBOAT）） - 主演：リングに上がってしまう学生 役
- ジャックス 「ジャックスカード半分持ちます98'キャンペーン」（1998年） - メイン坊主5人衆の一人
- 大王製紙 「elis ウルトラガード」 ガードの堅い女篇（1999年） - （主演優香の）相手 役
- 資生堂 「不老林 ライブリフレッシュ」 10年篇（1999年、監督：多田琢（TUGBOAT）） - ：主演 学生・20年後の自分（一人二役）
- 田辺製薬（現:田辺三菱製薬）「アスパラドリンク」 砂浜篇（2001年、監督：石井克人） - 主演：砂浜のサラリーマン 役
- KDDI 「DION」スピード篇（2001年、電通、葵プロモーション） - （主演永瀬正敏の部下）宇宙警備隊員 役
- 日本放送協会 「NHK地域スタッフ募集キャンペーン」（2002年） - （主演後藤理沙の）兄（地域スタッフ） 役
- アルバイトタイムス「DOMO」 ラーメン屋編 / コンビニ店編（2005年、監督：永井聡） - 主演："アルバイト店員" 役
- HOYA 「HOYALUX」 役員面接篇（2007年、監督：三木俊一郎） -  ナレーション：面接を受ける新社員 役
- 東日本電信電話 「フレッツ光07」 木村さんとテレビ君篇（2007年、監督：永井聡） - （主演木村拓哉 家の）”テレビ君の声"（ナレーション）役
- 新日本石油 SS研修篇（2008年、監督：永井聡） - （主演水川あさみの）"先輩社員" 役

### 舞台
- リア王〜8人で探すリア王〜（1999年、構成・演出：鴨下信一、サンシャイン劇場 他 全国12ヵ所） - エドマンド役
- 方南ぴぃぐみ初公演Vol.01「8ぴぃ」（2004年、脚本：樫田正剛 / 演出：高橋いさを、下北沢OFF OFFシアター）
  - 方南ぐみ「もーたまらんッ!」（脚本・演出：樫田正剛、東京芸術劇場小ホール2）
  - 方南ぴぃぐみ初公演Vol.02「ラスト・ステージ〜改訂版」（脚本・演出：高橋いさを、銀座みゆき館）
- 石野真子SINGACT2009「PAN・DORA」真子の反抗期（2009年8月、脚本・演出：樫田正剛、草月会館（草月ホール）） - ドクター 役
- ACファクトリー
  - Vol.27『太陽なんて怖くない〜The Hotel Van Van Pu』（2013年7月、演出：新上博巳、萬劇場） - 大学院生 役
  - Vol.28『Doubt?』（2014年6月11日 - 15日、演出：新上博巳、新宿シアターサンモール） - ロックンロール 浦野孝 役

### バラエティー(テレビ)
- 日本テレビ「踊る!さんま御殿!!」（1999年1月） - ひな壇ゲスト出演
- 毎日放送「ちちんぷいぷい」（2004年11月） - 「今日のダレ？」にて宝井誠明の特集

### その他
- 雑誌：「別冊SPA!」（1993年7月）
- 雑誌：「SWITCH」（1995年1月）
- ラジオ：FMシアター「イルカに会える日」 （1998年11月、演出：田中正） - 片岡克己 役
- 舞踏：「東大寺大仏開眼1250年慶賛コンサート」（2002年1月、共演：山口小夜子、林英哲） - 影 役（大仏殿の前で15,000人の聴衆を前にパフォーマンス）
- 「キシリッシュ キャンペーン短編映画DVD」（2002年、監督：高田雅博） - 警察官 役
- 舞踏：NHK教育「課外授業 ようこそ先輩」 世界を着てみよう!（2003年3月、共演：山口小夜子） - 影 役
- WEBサイト：「カラダにピース WEB用ムービー」カルピス〜カラダにピース CALPIS 元気じゃないと◯◯もできない劇場〜「あったか 篇」 / 「将棋 篇」 / 「スプーン 篇」 / 「箸 篇」（2007年、監督：永井聡） - 主演
- 短編映画：「23時59分59秒」（2015年、監督・編集：谷健二） - マネージャー 役
- 朗読：「吉岡しげ美 七夕コンサート vol.19 〜星々からの、こもりうた〜」（2016年7月5日、朗読共演： 高田敏江、岩崎加根子、JZ Brat sound of Tokyo 渋谷セリリアンタワー東急ホテル） - レバーハープとチェロとピアノに合わせ4篇の詩を朗読
- 短編映画： 「再会」（2016年7月30日、監督・脚本：近藤有希） - 弟の淳 役